# درام

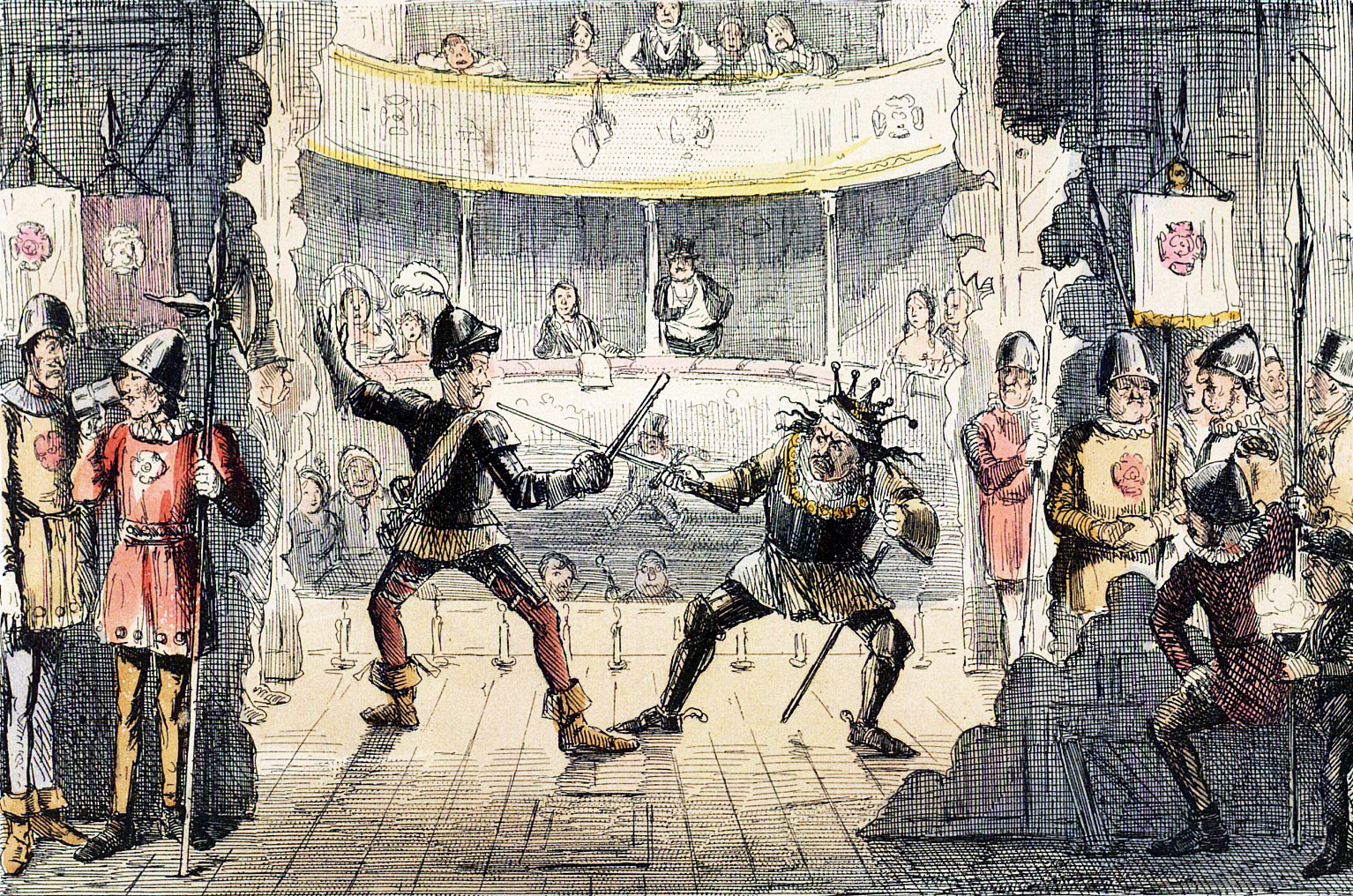
تصویرگری صحنه‌ای از نمایش‌نامهٔ ریچارد سوم

درام (به فرانسوی: Drame) در لغت به‌معنی نمایش است و در کاربرد به معنای نمایشنامه به عنوان ژانر فیلم گفته می‌شود. از نویسندگان بزرگ در این زمینهٔ گسترده می‌توان از ویلیام شکسپیر، کریستوفر مارلو، بِن جانسن، هنریک ایبسن، آلبر کامو و بسیاری دیگر از نمایش‌نامه‌نویسان بزرگ نام برد.

دو ماسک که نشان دهندهٔ کمدی و تراژدی است.

## کلمه درام
درام حالت خاص از روایت، معمولاً داستانی، بیان واکنش در عملکرد است. ریشهٔ این اصطلاح از کلمه یونانی δρᾶμα به معنای انجام دادن یا عمل کردن است. اصطلاح «درام» اشاره به شاخه دراماتیک ادبیات؛ هنر دراماتیک دارد.
 اصطلاح «درام» می‌تواند به هر یک از انواع عملکردهای نمایشی، برنامه‌های رادیو و برنامه‌های تلویزیونی اشاره کند.
 با این حال، این مقاله صرفاً به اجرای بازیگران بر روی صحنه تئاتر مربوط می‌شود. برخلاف دیگر اَشکال ادبیات، ساختار این متون نمایشی مستقیماً مخاطبان را تحت تأثیر قرار می‌دهد.

## رابطه درام و بازیگر
درام، تقلیدی زنده و پویا از رویدادهای واقعی یا خیالی است که به گونه‌ای طراحی می‌شود تا برای مخاطب، حسی از حضور در لحظه را تداعی کند. به عبارت دیگر، درام تلاش می‌کند تا مخاطب را به دنیای داستان بکشاند و او را به طور مستقیم درگیر وقایع کند.
از این رو، مخاطب به عنوان یکی از ارکان اصلی درام محسوب می‌شود. اما این مخاطب چگونه با دنیای درام ارتباط برقرار می‌کند؟ پاسخ این پرسش در بازیگر نهفته است. بازیگر به عنوان واسطه‌ای بین مخاطب و داستان، نقش حیاتی در ایجاد این ارتباط ایفا می‌کند. او با استفاده از ابزارهایی مانند صدا، بدن، و بیان، شخصیت‌ها را زنده می‌کند و مخاطب را به باورپذیری روایت کمک می‌کند.
بنابراین، می‌توان گفت که بازیگر به عنوان قلب تپنده درام، در مرکز این هنر قرار دارد. او است که با اجرای خود، به درام جان می‌بخشد و آن را برای مخاطب قابل لمس و باورپذیر می‌سازد.